# The Promise (Il Divo-album)
The Promise är ett musikalbum av Il Divo, släppt 2008. Albumet är den internationella operapop-gruppens femte studioalbum. Det släpptes 10 november utan i Kanada och i USA där albumet släpptes 17 november.
Albumet innehåller för det mesta cover-versioner av kända låtar. Det börjar med en cover på den brittiska gruppen Frankie Goes to Hollywoods hitlåt "The Power of Love" som toppade den brittiska singellistan UK Singles Chart. Tillsammans finns sju coverversioner av kända sånger på albumet. Forutom  "The Power of Love" finns Leonard Cohens "Hallelujah" och Abbas "The Winner Takes It All", samt låten "She" som gjordes känd av Charles Aznavour.
"L'Alba Del Mondo" är en italiensk version av låten "I Knew I Loved You", en berömd sång baserad på "Deborah's Theme" från filmen Once Upon a Time in America och skriven av Ennio Morricone. Det sista spåret på albumet är en cover av den traditionella salmen, "Amazing Grace".
Den japanska utgivningen innehåller bonusspåret "Por ti vuelvo a nacer" (With You I'm Born Again) från filmen Fast Break. Den mexikanska versionen innehåller bonusspåret "Sortilegio De Amor" ("I Believe I Can Fly").

## Låtlista
| Nr  | Titel                                                                         | Kompositör                                                     | Längd |
| --- | ----------------------------------------------------------------------------- | -------------------------------------------------------------- | ----- |
| 1.  | La fuerza mayor (The Power of Love)                                           | Holly Johnson, Peter Gill                                      | 5:01  |
| 2.  | La Promessa                                                                   | Jörgen Elofsson, Francesco Galtieri                            | 4:28  |
| 3.  | Adagio                                                                        | Tomaso Albinoni                                                | 4:37  |
| 4.  | Hallelujah                                                                    | Leonard Cohen                                                  | 3:21  |
| 5.  | L'Alba del Mondo (Deborah's Theme - I Knew I Loved You)                       | Ennio Morricone                                                | 4:47  |
| 6.  | Enamorado                                                                     | Andreas Romdhane y Josef Larossi, Armando Manzanero, John Reid | 3:15  |
| 7.  | Angelina                                                                      | Alcarez Gómez, Gordeno, Andreas Romdhane y Josef Larossi       | 4:32  |
| 8.  | Va todo al ganador (The Winner Takes It All)                                  | Benny Andersson, Björn Ulvaeus                                 | 3:48  |
| 9.  | La Luna                                                                       | Hawid, Marinangeli, Andreas Romdhane y Josef Larossi           | 3:51  |
| 10. | She                                                                           | Charles Aznavour, Herbert Kretzmer                             | 2:51  |
| 11. | Amazing Grace                                                                 | John Newton                                                    | 4:30  |
| 12. | Por ti vuelvo a nacer (With You I'm Born Again - Bonusspår, Japanska utgåvan) | Carol Connors, David Condado                                   | 3:39  |
| 13. | Se que puedo volar (I Believe I Can Fly - Bonusspår, Mexikanska utgåvan)      | R. Kelly                                                       | 5:14  |